# Igreja Reformada Suíça

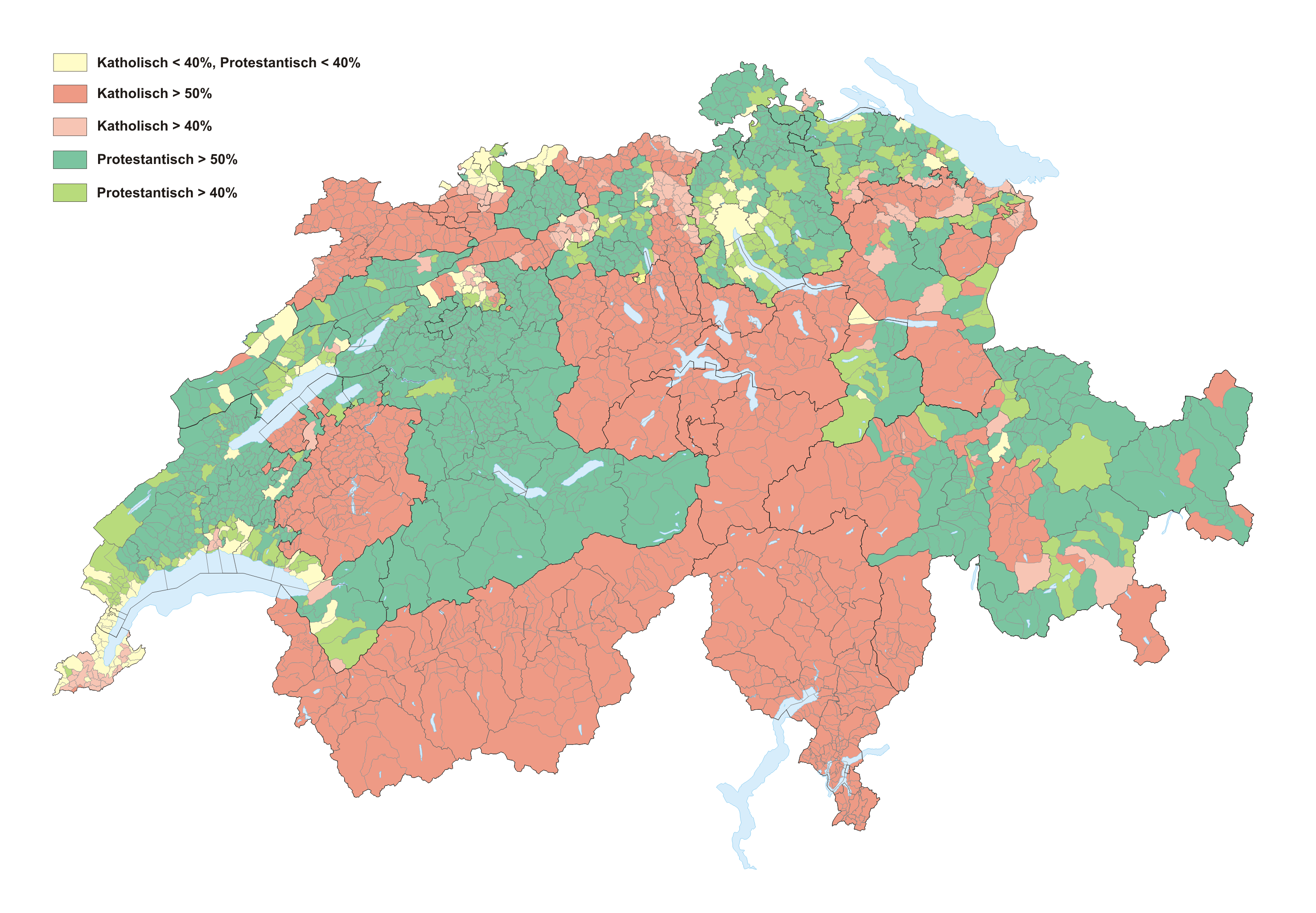
Distribuição de denominações na Suíça em 2008 (verde: Protestantes, vermelho: Catolicismo)

A Igreja Reformada Suíça é um ramo do protestantismo de Igrejas Reformadas na Suíça, foi iniciada em Zurique por Ulrico Zuínglio e espalhou ao longo dos anos para Basel (Johannes Oecolampadius), Berna (Berchtold Haller e Niklaus Manuel), St. Gall (Joachim Vadian), para as cidades no sul da Alemanha e através da Alsácia (Martin Bucer) para a França.
Após a morte prematura de Zuínglio em 1531, seu trabalho foi continuado por Heinrich Bullinger, o autor da Segunda Confissão Helvética. Na língua francesa nas cidades Neuchâtel, Genebra e Lausanne aderiram a Reforma dez anos mais tarde sob Guilherme Farel e João Calvino provenientes de França. O Zwingli e Calvino tinha distinções sua teológicas, mas em 1549 sob a liderança de Bullinger e Calvino chegaram a um acordo comum no Consenso Tigurinus (consentimento de Zurique), e 1566 na Segunda Confissão Helvética.
Organizacionalmente, as Igrejas Reformadas da Suíça permanecem separados. As igrejas alemãs mais ligadas a tradição Zwingliana, e as Igrejas francesas mais na tradição calvinista. Eles são regidos sinodalmente e sua relação com o respectivo cantão (na Suíça, não há nenhum regulamento sobre igrejas ligado ao estado a nível nacional) varia de independentemente de uma estreita colaboração, em função da evolução histórica.
Uma característica distintiva das Igrejas Reformadas da Suíça, na tradição Zwingliana é historicamente sua ligação quase simbiótica com o estado (cantões).
Em 1920, a Federação das Igrejas Protestantes da Suíça (Schweizerischer Evangelischer Kirchenbund, Fédération des Eglises protestantes de Suisse, Federazione delle Chiese evangeliche della Svizzera - SEK-FEPS), com 22 igrejas-membro - 20 igrejas cantonais e 2 igrejas livres, a Igreja Livre de Genebra e Igreja Evangélica Metodista da Suíça.